# Borgmeiermyia peruana
Borgmeiermyia peruana là một loài ruồi trong họ Tachinidae.